# الهيئة العامة لشؤون المطابع الأميرية
الهيئة العامة لشؤون المطابع الأميرية أو المطابع الأميرية هي هيئة حكومية مصرية تابعة لوزارة الصناعة، أنشأت على يد محمد علي باشا سنة 1820، وكانت تسمى أيضا مطبعة بولاق سابقاً ثم المطبعة الأهلية حتى اسمها الحالي، وهي إحدى الجهات الرئيسية التي اعتمد عليها محمد علي باشا في تطوير مصر ونقلها لعصر الحضارة الحديثة.

## التاريخ
يعود تاريخ إنشاء ”المطبعة الأميرية“ في بولاق إلى أكثر من 187 عاما فقد أنشئت مطبعة بولاق في سبتمبر عام 1235 هـ - 1820 م و افتتحت رسميا في عهد محمد علي باشا عام 1821م. بعد أن أوفد بعثة لدراسة الطباعة في مدينة ميلان الإيطالية، وكان أول كتاب طبع بها معجم عربي إيطالي في ديسمبر من عام 1822، وبعدها انتشرت المطابع في مصر والدول العربية. وكانت تطبع الكتب العسكرية للجيش، ثم تطور نشاطها لاحقًا إلى طبع الكتب الأدبية والعلمية والمدرسية.
في أكتوبر 1862م قدم محمد سعيد باشا المطبعة هدية إلى عبد الرحمن بك رشدي، ثم اشتراها الخديوي إسماعيل باشا وضمها إلى أملاك الدائرة السنية، ثم عادت ملكا للدولة في 20 / 6 / 1880م و ذلك في عهد الخديوي توفيق، و قد أصدر جمال عبد الناصر في 13 أغسطس 1956 القرار بقانون رقم 312 لسنة 1956، بإنشاء الهيئة العامة لشئون المطابع الأميرية، و إلحاقها بوزارة الصناعة، و قد عقد مجلس إدارتها أول جلساته، بتاريخ أول سبتمبر سنة 1956، برئاسة عزيز صدقي، وزير الصناعة آنذاك، و منذ ذلك التاريخ قررت وزارة الصناعة إقامة مبنى جديد للهيئة في منطقة إمبابة على مساحة قدرها 35000 متر مربع تقريبا، كما زودتها بأحدث ماكينات الطباعة المتطورة حتى يتهيأ لها كل أسباب النهوض برسالتها.
افتتحت الهيئة –رسميا– مبناها الجديد في عهد أنور السادات، حيث افتتحها إبراهيم سالم محمدين، وزير الصناعة آنذاك يوم السبت 28 جمادى الآخر سنة 1393 هـ الموافق 28 يوليو سنة 1973 م و اعتبرت الهيئة من الهيئات ذات الطابع الاقتصادي، و ذلك بموجب قرار رئيس مجلس الوزراء رقم 1039 لسنة 1979.

## مطبوعات وإصدارات الهيئة
- الجريدة الرسمية: و هي الجريدة الرسمية للدولة وتصدر كل خميس.
- الوقائع المصرية: وهي أقدم صحيفة مصرية. وتصدر الآن ملحقًا للجريدة الرسمية غير أنها تصدر يوميًّا عدا الجمع والعطلات.
- المطبوعات الحكومية، الكتب القانونية، التقاويم، المصحف الشريف.

## معرض الصور

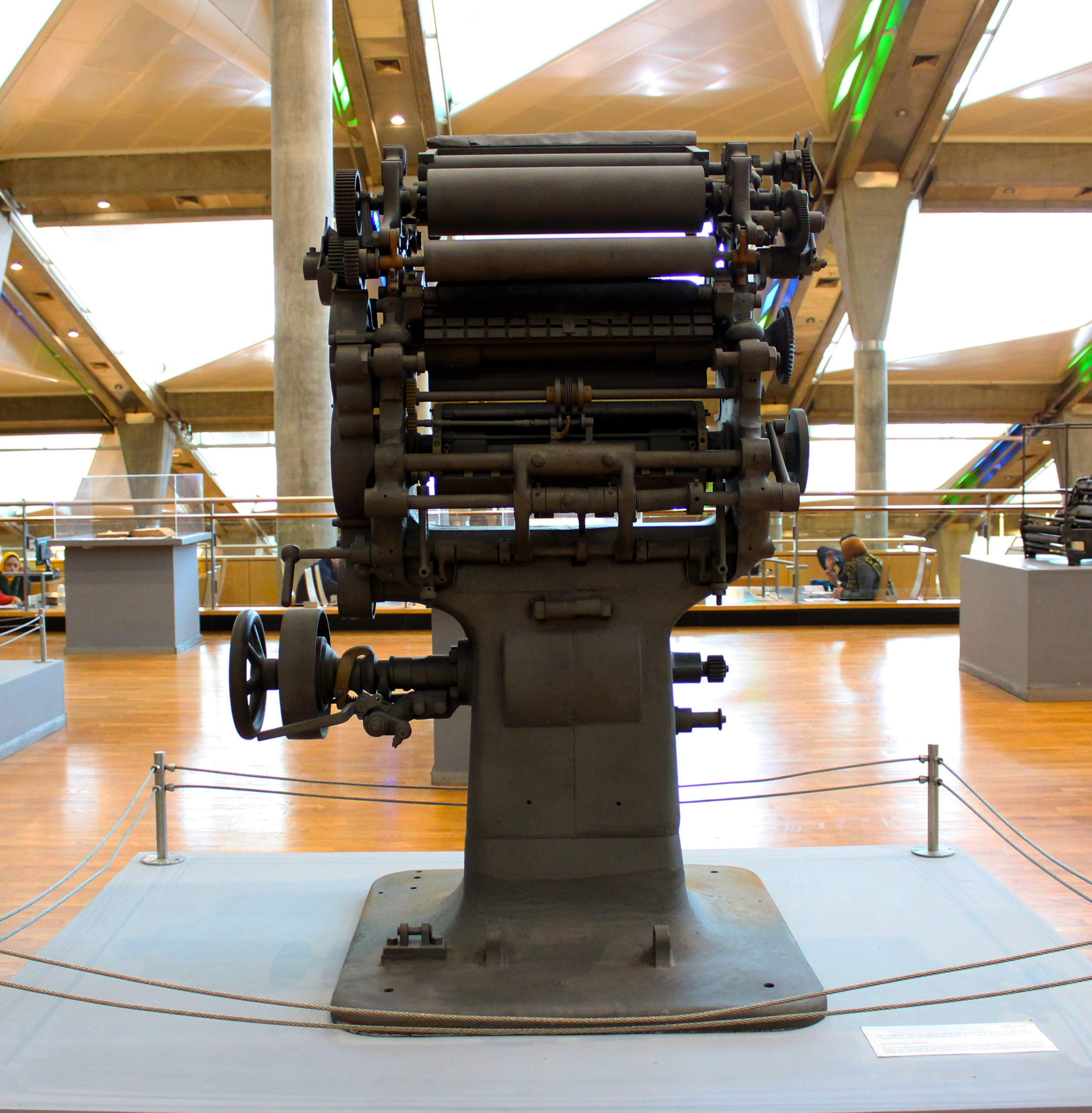
ماكينة طبع الظروف، وهي من الآلات التي تم استحداثها بمطبعة بولاق في عهد الخديوي إسماعيل
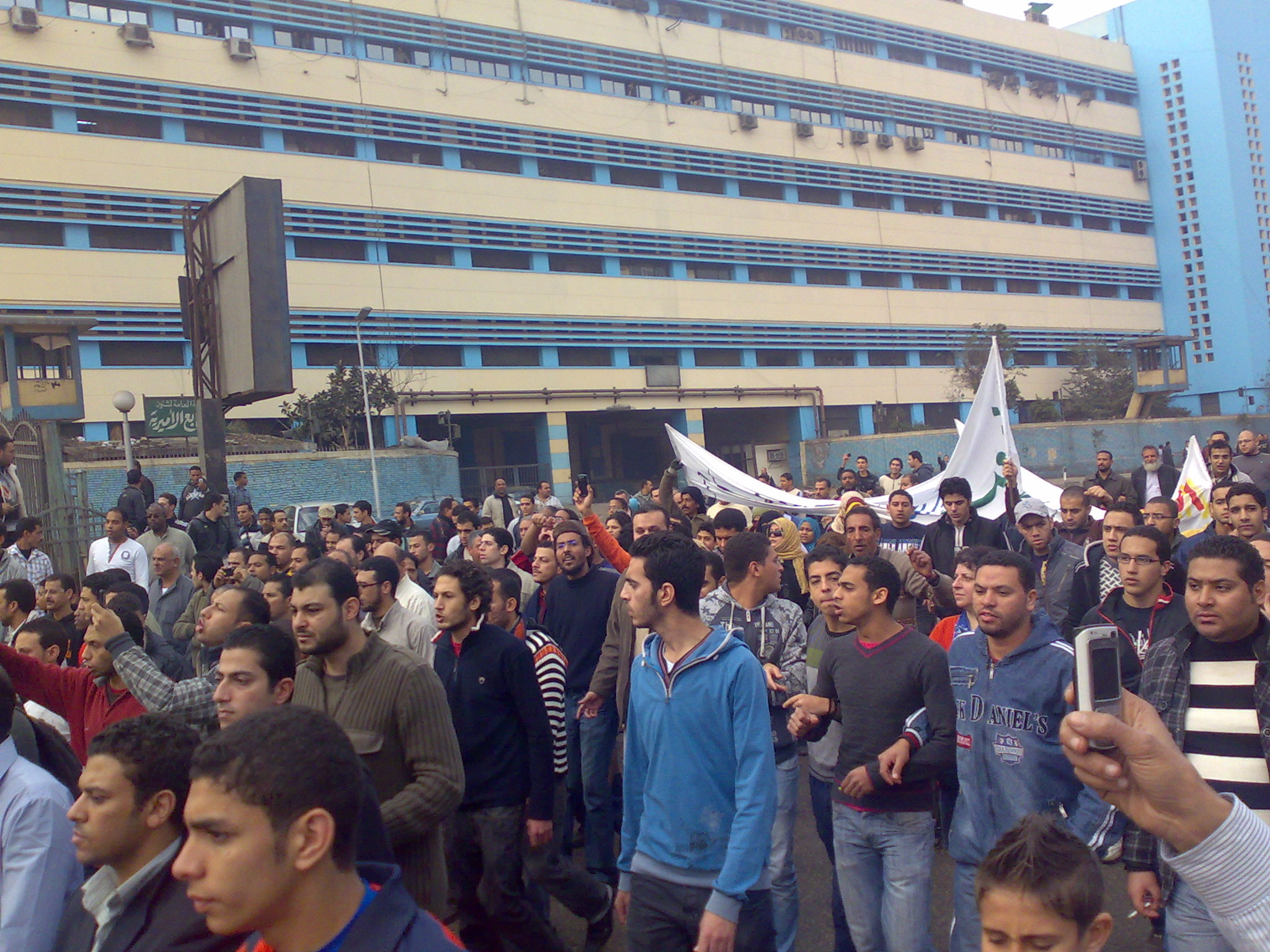
إحدى مسيرات ثورة 25 يناير تمر من أمام الهيئة العامة لشئون المطابع الأميرية بإمبابة
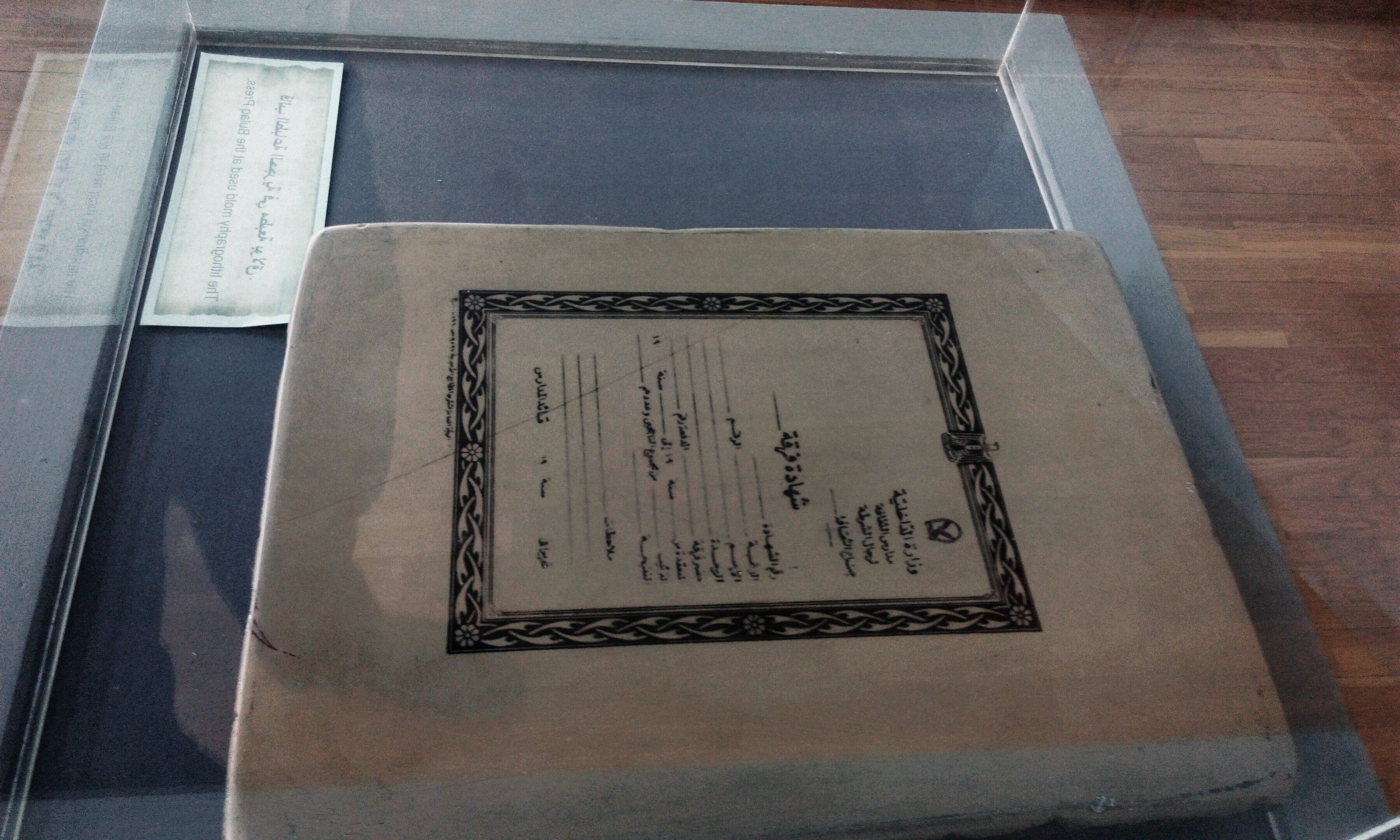
قالب الطباعة الحجرية في مَطبعة بولاق
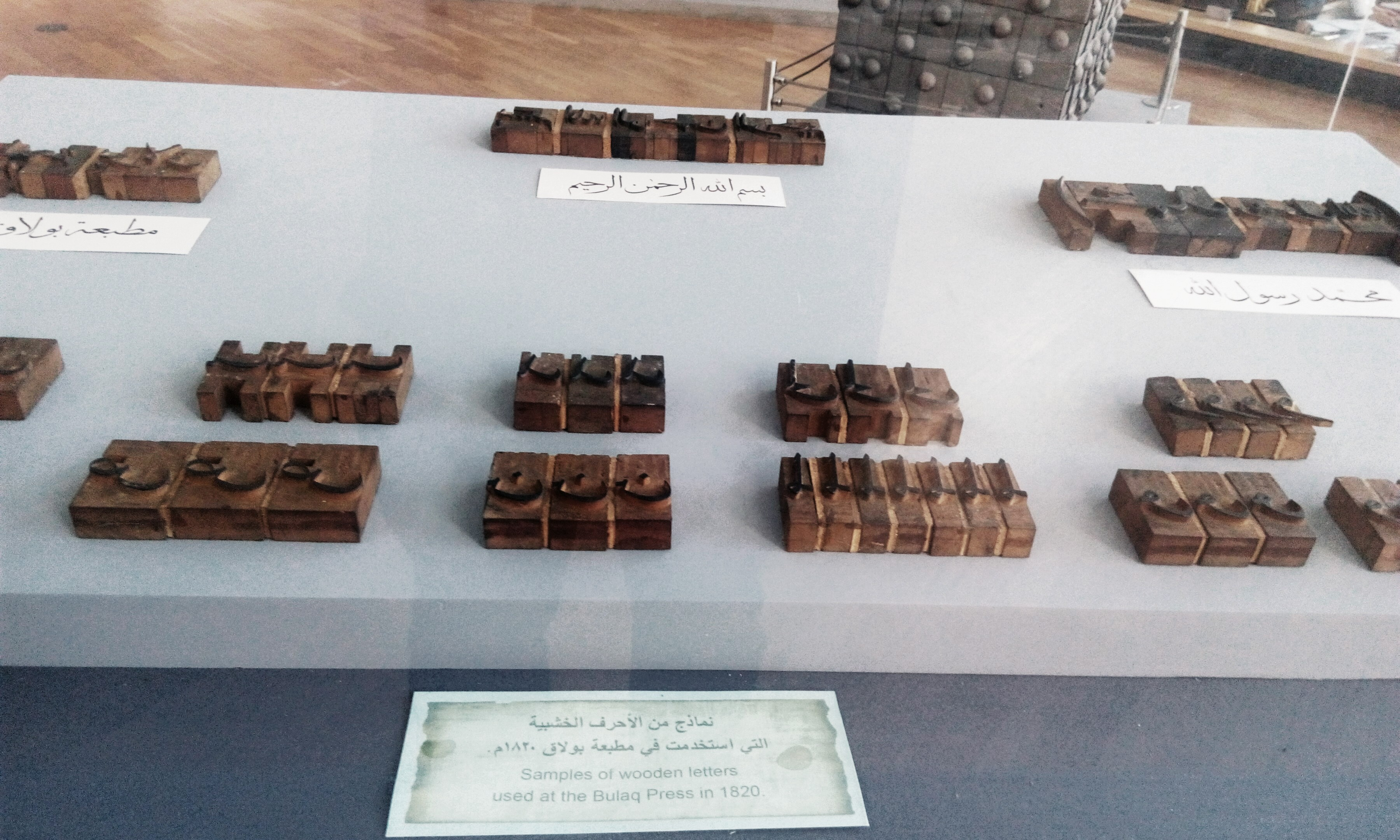
نماذج من الأحرف الخشبية التي استُخدمت في مطبعة بولاق عام 1820م

## وصلات خارجية
- الموقع الرسمي